# Hermippus
Hermippus is een geslacht van spinnen uit de familie mierenjagers (Zodariidae).

## Soorten
Het geslacht kent de volgende soorten:
- Hermippus affinis Strand, 1906
- Hermippus arcus Jocqué, 1989
- Hermippus arjuna (Gravely, 1921)
- Hermippus cruciatus Simon, 1905
- Hermippus loricatus Simon, 1893
- Hermippus minutus Jocqué, 1986
- Hermippus schoutedeni Lessert, 1938
- Hermippus septemguttatus Lawrence, 1942
- Hermippus tenebrosus Jocqué, 1986